# George Dietz
George John Dietz (Saint Louis, Missouri, 9 de gener de 1880 – Nova York, 19 d'abril de 1965) va ser un remer estatunidenc que va competir a primers del segle xx.
El 1904 va prendre part en els Jocs Olímpics de Saint Louis, on va guanyar la medalla d'or en la prova de quatre sense timoner del programa de rem, formant equip amb Arthur Stockhoff, August Erker i Albert Nasse.